# Reto Brennwald

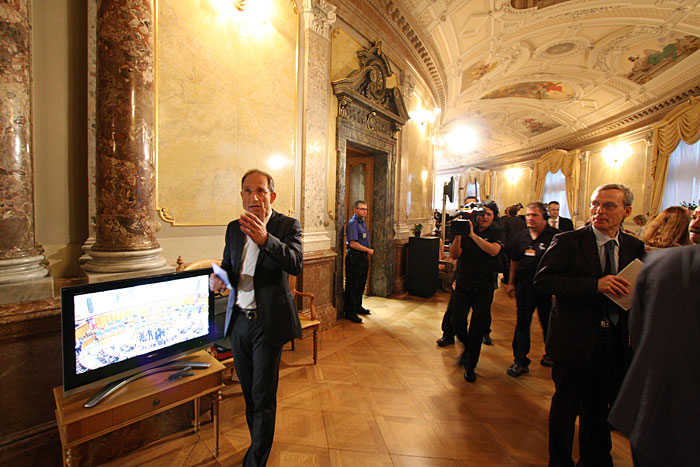
Reto Brennwald (links) in der Wandelhalle des Bundeshauses

Reto Brennwald (* 19. April 1963 in Winterthur) ist ein Schweizer Fernsehmoderator, Filmemacher und Kommunikationstrainer.

## Berufsleben
Der journalistische Werdegang von Brennwald begann 1988 als Redaktor beim Regionaljournal Zürich-Schaffhausen beim damaligen Schweizer Radio DRS. 1991 wurde Brennwald Redaktor und Moderator beim Radiosender DRS 3. 1993 brach er sein Germanistikstudium ab, um bei Roger Schawinskis Radio 24 als Moderator und Redaktor von Musik- und Talksendungen tätig werden zu können. 1994 wurde er Videojournalist beim regionalen Fernsehsender TeleZüri und moderierte dort die Sendungen Steinfels Live und Sonntalk.
Ab 1997 war Brennwald beim Schweizer Fernsehen tätig. Bis 2007 war er Moderator der Sendung Rundschau und bis 2010 Moderator der Diskussionssendung Arena. Aufgrund von Differenzen über die künftige Ausrichtung der Sendung wechselte er in den Dokumentarfilm-Bereich des Schweizer Fernsehens. Ab 2011 arbeitete er als Fernsehjournalist und Reporter für die Sendungen DOK und Reporter. Im April 2015 verliess er SRF in die Selbständigkeit. Er ist als Moderator von Veranstaltungen tätig, wofür er die Einzelfirmen Reto Brennwald Talk und Film und die Talk&Film GmbH führt. Einmal pro Monat moderiert er auf SRF 1 die Sendung «SonntagsZeitung Standpunkte» (vormals «Basler-Zeitung Standpunkte»), die von PresseTV veranstaltet wird.
Während der ersten Welle der COVID-19-Pandemie in der Schweiz drehte er 2020 einen Dokumentarfilm mit dem Titel «Unerhört!». Im Film geht es um die Kollateralschäden des Lockdowns. Es kommen unter anderem Staatsrechtler, Ärzte und Demonstranten zu Wort. Er selber sieht sich als «Massnahmenskeptiker». Der Film wurde am 23. Oktober 2020 mit einer Podiumsdiskussion im Anschluss aufgeführt und im Internet veröffentlicht. Medien kritisierten den Film wegen seiner Einseitigkeit und Unausgewogenheit.
Im November 2024 veröffentlichte er den Dokumentarfilm "Das Erfolgsgeheimnis der Schweiz". Der Film thematisiert die liberalen Rahmenbedingungen der Schweiz und den wachsenden Staat. Protagonisten sind Menschen, die unter der Bürokratie leiden, Ökonomen und Politiker aus verschiedenen Lagern. In den Medien wurde er positiv besprochen, da er den Finger auf eine besorgniserregende Entwicklung lege. Der Film wird durch ein Crowdfunding finanziert und beansprucht keine Förderung durch die öffentliche Hand.

## Privatleben
Brennwald wuchs in Winterthur auf und machte die Matura. Er begann ein Studium der Germanistik und Musikwissenschaft, das er abbrach.  Er ist verheiratet, Vater eines Sohnes und wohnt in Zollikon.